# Fluxo (esporte eletrônico)
Fluxo é uma organização profissional de esportes eletrônicos e entretenimento brasileira criada em janeiro de 2021 pelos influenciadores digitais Bruno "Nobru" Goes e Lúcio "Cerol" Lima. Teve como foco inicial o jogo Free Fire, no qual com apenas 2 meses de equipe foi campeão da Liga Brasileira de Free Fire, maior competição do jogo no Brasil. Após sua popularidade, expandiu-se para outras modalidades, atuando também no Counter Strike: Global Offensive, Honor of Kings, League of Legends e Raimbow Six Siege. 

## História
Após atuar pelo Corinthians Esports por mais de um ano e ser campeão mundial de Free Fire em 2019, Bruno "Nobru" Goes junto com Lúcio "Cerol" dos Santos, um dos maiores streamers do jogo no Brasil, decidiram criar sua própria organização de esportes eletrônicos. O anúncio da criação foi feito em 18 de janeiro de 2021. O Fluxo montou um time com diversos grandes jogadores do cenário nacional, incluindo Jonatha "JapaBKR" Pereira, ex-companheiro de time de Nobru.
Na sua primeira participação, o Fluxo teve uma grande atuação e no critério de desempate se consagrou campeão da Liga Brasileira de Free Fire (LBFF) em cima da LOUD. A conquista garantiu uma vaga na etapa principal do Free Fire World Series, o campeonato mundial em Singapura, onde terminaram em quarto lugar. Logo após isso, o Fluxo se consolidou no cenário, no qual, além do título na sua estreia, mantiveram-se no pódio da LBFF 5 e 6, ficando na terceira posição em ambas as vezes.
Em 9 de agosto de 2022, o Fluxo anunciou uma equipe de Counter-Strike: Global Offensive valendo cerca de R$ 2,5 milhões. No fim do ano, a organização anunciou a entrada no Campeonato Brasileiro de League of Legends (CBLOL), principal competição de League of Legends no Brasil, para a temporada de 2023. Em abril de 2023, o Fluxo contratou Felipe "brTT" Gonçalves, maior vencedor da competição brasileira, como embaixador da equipe no League of Legends.

## Free Fire
Tendo o battle royale da Garena como seu carro-chefe inicial, hoje possui 2 equipes em modalidades destintas no jogo, sendo elas: 

## Counter-Strike
No dia 9 de agosto de 2022, o Fluxo deu inicio a sua primeira expansão para outras modalidades e anunciou a contratação de seu elenco de Counter-Strike: Global Offensive que custou mais de R$ 2,5 milhões. Em 23 de outubro, a equipe conquistou a vaga na BLAST Premier Fall Finals após vencer a MiBR na seletiva das Américas, onde teve sua primeira oportunidade de jogar contra os melhores times do mundo.
Em 9 de abril de 2023, o Fluxo se classificou para seu primeiro Campeonato Major, o BLAST Paris Major 2023..

O Fluxo também possuiu uma equipe feminina de Counter Striker de bastante sucesso. A qual já se classificou-se duas vezes ao principal campeonato internacional da categoria, a ESL Impact League, além de consagrar-se campeão diversas vezes de torneios a nível nacional.

## League of Legends
No final de novembro de 2022, o Fluxo anunciou oficialmente a sua entrada no Campeonato Brasileiro de League of Legends (CBLOL), adquirindo a vaga da Rensga Esports. Uma semana após o anúncio, no dia 8 de dezembro, divulgou o seu primeiro elenco no jogo.
Ao final de 2024, a Riot Games anunciou a organização como uma das franqueadas para a League of Legends of the Américas, na região sul da Liga.

## Outras divisões
Raimbow Six: Siege
O Fluxo também foi presente no cenário competitivo do Tom Clancy's Raimbow Six: Siege, com um elenco que competiu na Brazil League (antigo Brasileirão), maior competição a nível nacional do país. 
Honor of Kings
O Fluxo ingressou no cenário competitivo de HoK em setembro de 2022, ao ser convidado pela desenvolvedora do jogo para a qualificatória brasileira do Honor of Kings International Championship. Após um fraco desempenho na competição, anunciou o saida do seu primeiro elenco no jogo.
Em julho de 2023, anunciou o seu retorno ao jogo, com um novo elenco para a disputa do Campeonato Brasileiro de Honor of Kings do ano, sagrando-se vice campeão do torneio.
Para a temporada do ano seguinte, 2024, a organização optou por uma reformulação no elenco. Ao término do campeonato, o Fluxo se despediu do seu elenco. Hoje encontra-se sem um elenco no jogo, mas não há nenhuma confirmação se saiu da modalidade.